# Araschnia sachalinensis
Araschnia sachalinensis är en fjärilsart som beskrevs av Shirôzu 1952. Araschnia sachalinensis ingår i släktet Araschnia och familjen praktfjärilar. Inga underarter finns listade i Catalogue of Life.